# Zethus gaudens
Zethus gaudens är en stekelart som beskrevs av Edoardo Zavattari 1913.
Zethus gaudens ingår i släktet Zethus och familjen Eumenidae. Inga underarter finns listade i Catalogue of Life.